# Gustavia latifolia
Gustavia latifolia är en tvåhjärtbladig växtart som beskrevs av John Miers. Gustavia latifolia ingår i släktet Gustavia och familjen Lecythidaceae. IUCN kategoriserar arten globalt som akut hotad.
Artens utbredningsområde är Colombia. Inga underarter finns listade i Catalogue of Life.